# 小田急10000型電聯車
小田急10000型電聯車（日语：／ Odakyū 10000-gata densha */?，High Super Express (HiSE)）是自1987年起至2012年间，小田急電鐵使用的特急型車輛浪漫特快。蓝丝带奖评选车辆。